# Hester van Lennep

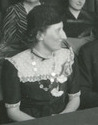
Hester van Lennep, 1944

Hester Juliana Octavia van Lennep (* 8. Juli 1916 in Amsterdam; † 1. Januar 2000 in Doesburg) war eine niederländische Widerstandskämpferin im Zweiten Weltkrieg.

## Leben
Hester van Lennep wurde als jüngste Tochter von Anna Elize Homans (1871–1943) und des Bankiers und Direktor der „Liquidatiekas“ Karel van Lennep (1866–1923) in einer wohlhabenden protestantischen Bankiersfamilie geboren. Mit ihren sechs Schwestern und einem Bruder wuchs sie an der Herengracht in Amsterdam auf. Ihr Vater starb, als sie sieben Jahre alt war. Die Kinder wurden von einer französischen Gouvernante betreut. Während eines Urlaubs mit ihrer Mutter in den 1930er Jahren beobachtete Hester van Lennep den wachsenden Nationalsozialismus in Deutschland, der eine bleibende, tiefe Abneigung in ihr weckte. Am 1. Mai 1940 eröffnete sie gemeinsam mit ihrer Freundin Paulien van Waasdijk (1917–1976) ihr eigenes Institut für Hautpflege in der Keizersgracht 484 in Amsterdam.

### Tätigkeit im Widerstand

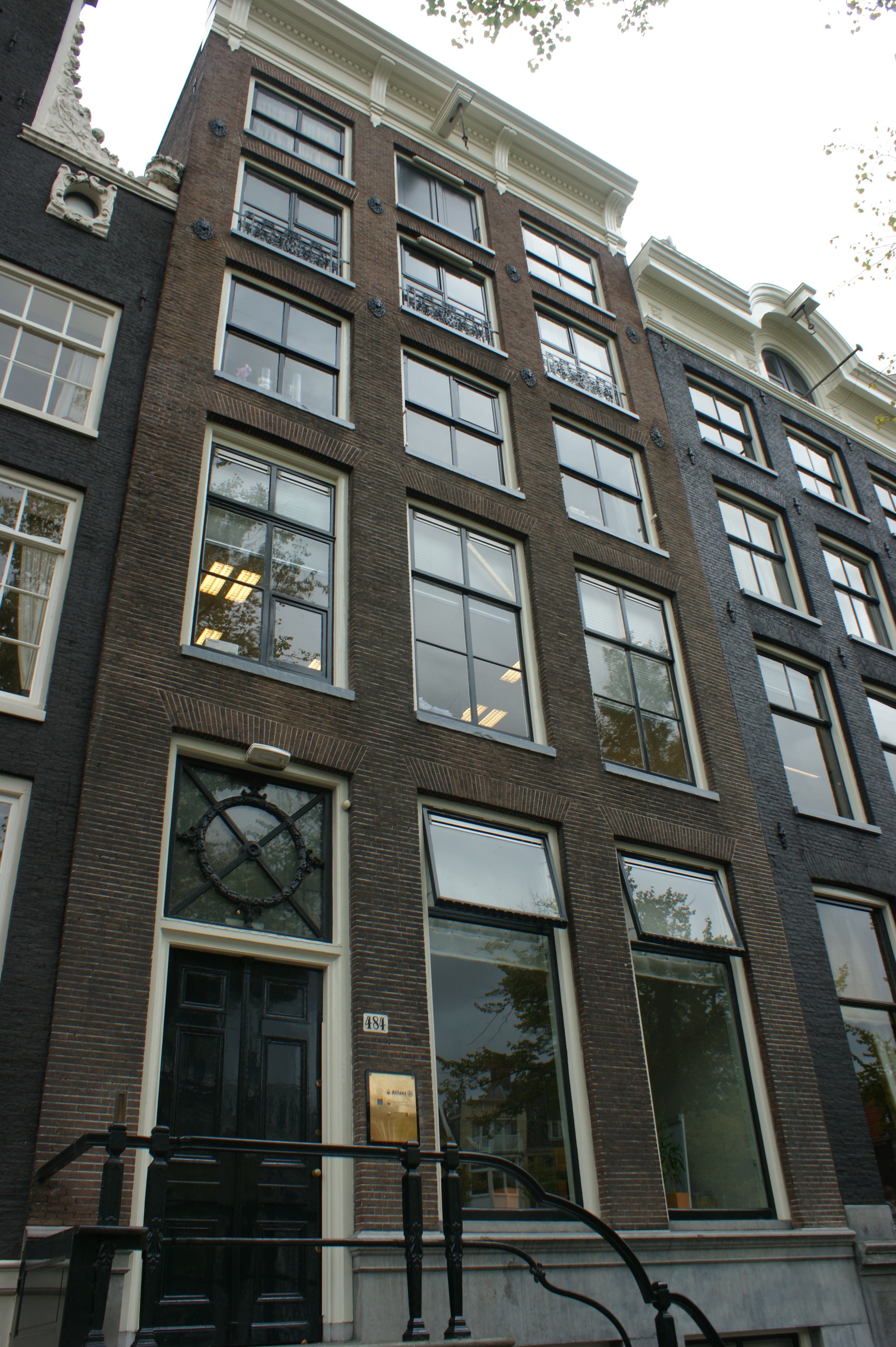
Keizersgracht 484

Nach Ausbruch des Zweiten Weltkrieges und der Besetzung der Niederlande verfolgte Hester van Lennep den zunehmenden Terror gegen die jüdischen Einwohner Amsterdams mit wachsender Sorge. Mit Beginn des Holocaust in den Niederlanden im Sommer 1942 wandten sich zunehmend jüdische Kunden mit der Bitte um Hilfe an sie. Ihr späterer Mann, der jüdische ungarisch-niederländische Journalist und Widerstandskämpfer Sándor Baracs (1900–2002), den sie bei ihrer Schwester kennengelernt hatte, tauchte ebenfalls unter und schrieb für die verbotene Widerstandszeitung „Trouw“. Hester van Lennep und Paulien van Waasdijk begannen, jüdische Kinder in Verstecken bei Freunden und Bekannten innerhalb und außerhalb der Stadt unterzubringen. Das erste der Kinder war Petertje Frank, der im Herbst 1942 bei Hester van Lenneps Mutter in Hilversum unterkam. Von Oktober 1942 bis Mai 1943 gelang mit Hilfe eines Netzwerks die Rettung von zwanzig jüdischen Kindern vor der Deportation. Das Netzwerk bestand aus Kunden, Freunden, Bekannten, Hester van Lenneps Verlobten Sándor Baracs, ihrer älteren Schwester Mies Boissevain-van Lennep und deren Söhnen Gideon und Jan Karel, die die bewaffnete Widerstandsgruppe CS-6 um Gerrit Kastein anführten. Im Sommer 1943 stellte Hester van Lennep vierzehn Feldbetten auf dem Dachboden ihres Instituts auf, das als vorübergehende Unterkunft für jüdische Kinder diente.
Ab April 1943 arbeiteten Hester van Lennep und Paulien van Waasdijk eng mit anderen Kinderrettern zusammen, etwa mit Gesina van der Molen, Mitherausgeberin von „Trouw“, und Johan van Hulst, dem Direktor des Reformierten Lehrerseminars an der Plantage Middenlaan. Sein Schulgebäude lag neben der jüdischen Kinderkrippe, aus der Kinder geschmuggelt wurden. In diesem Gebäude gegenüber der Hollandsche Schouwburg wurden in den Jahren 1942 und 1943 Hunderte jüdischer Kinder untergebracht, während sie auf ihre Deportation warteten. Hester van Lennep und Paulien van Waasdijk brachten viele Kinder mit der Erlaubnis der Eltern, die in der Hollandsche Schouwburg zurückblieben und auf den Transport nach Westerbork warteten, unbemerkt in ihr eigenes Haus. Innerhalb von vier Monaten retteten sie so achtzig Kinder. Das Hautpflegeinstitut diente auch als Versteck für untergetauchte Trouw-Mitarbeiter, für die Hester van Lennep als Kurierin arbeitete und Ausgaben der Untergrundzeitung mit dem Fahrrad weitertransportierte. Nach der Verhaftung ihrer Schwester Mies Boissevain-van Lennep und weiterer Angehörigen der Widerstandsgruppe CS-6 durch den Sicherheitsdienst Anfang August 1943 tauchte Hester van Lennep bei Bekannten in Amstelveen unter. Von ihrem Versteck aus setzte sie ihre Widerstandsarbeit fort und kümmerte sich um Untergetauchte in und um Amsterdam.

### Weiteres Leben

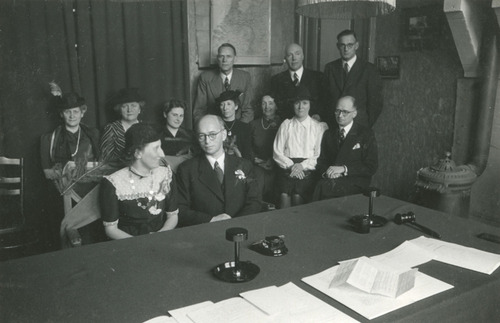
Hochzeit von Hester van Lennep und Sándor Baracs, 1944

Ende Januar 1944 heiratete Hester van Lennep in Tienhoven ihren Verlobten Sándor Baracs. Bei dieser heimlichen Hochzeit waren ebenfalls untergetauchte Widerstandskämpferinnen und -kämpfer anwesend. Nach der Befreiung zogen sie in die Keizersgracht 484. Das Paar bekam drei Kinder: Hester Amalia (* 1945), Eva Sylvia (* 1947) und Karel (* 1950). Sie erzogen ihre Kinder liebevoll, förderten ihre Kreativität und musischen Fähigkeiten und weckten ihr Interesse an Kunst, Natur und Geschichte.
Im September 1974 zog die Familie nach Doesburg in den Burgemeester Nahuyssingel 2. Für ihre Widerstandsarbeit erhielt Hester Baracs-van Lennep das niederländische „Verzetsherdenkingskruis“ (Widerstands-Gedenkkreuz). 1985 wurde sie von Yad Vashem mit der Aufnahme in die Liste der Gerechten unter den Völkern geehrt. Im Januar 2000 starb Hester Baracs-van Lennep in ihrem Haus in Doesburg und wurde auf dem Westerveld-Friedhof in Driehuis beigesetzt.

## Gedenken

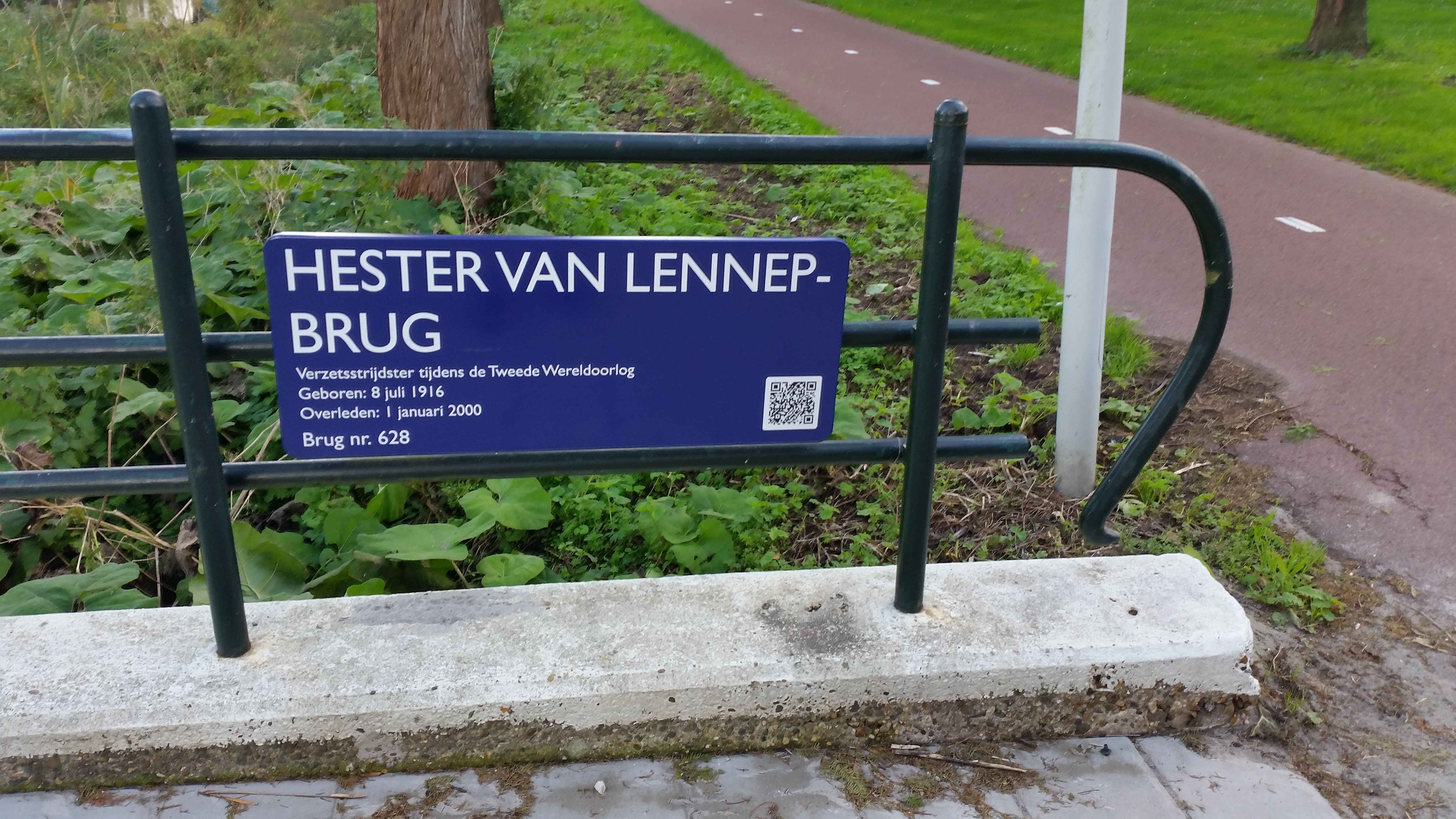
Hester van Lennep-Brücke

Hester van Lenneps Sohn Karel Baracs verarbeitete als offizieller „Stadsverteller van Amsterdam“ (Stadterzähler von Amsterdam) die Lebensgeschichte seiner Mutter in der Performance „Waarom lijn 8 niet meer rijdt“ (Warum die Linie 8 nicht mehr fährt), die er von 2000 bis 2010 jeweils um den 4. und 5. Mai im Verzetsmuseum Amsterdam und von 2012 bis 2016 jährlich in der Stadsschouwburg Amsterdam für höhere Grundschulklassen aufführte.
Die 1956 erbaute Amsterdamer Brücke Nr. 628 im Gerbrandy Park im Stadtteil Slotermeer von Amsterdam Nieuw-West erhielt am 4. Mai 2016 den offiziellen Namen „Hester van Lennep-Brücke“. An der Brücke steht eine Informationstafel zu ihrem Wirken.